# Annalisa Ericson
Annalisa Ericson (Stoccolma, 14 settembre 1913 – Stoccolma, 21 aprile 2011) è stata un'attrice svedese.

## Biografia
Durante gli anni 40 è apparsa in numerosi musical in coppia con Nils Poppe.
È stata sposato con il produttore cinematografico Jurgen Schildt dal 1964 al 1990 (anno del decesso del marito).
Il suo ultimo ruolo è stato nel film del 2004 Annalisa och Sven.
È morta all' età di 97 anni.

## Filmografia
- Fridas visor - regia di Gustaf Molander (1930)
- Brokiga blad - regia di Edvin Adolphson e Valdemar Dalquist (1931)
- Falska millionären - regia di Paul Merzbach (1931)
- Svärmor kommer - regia di Paul Merzbach (1932)
- Atlantäventyret - regia di Lorens Marmstedt e Edvin Adolphson (1934)
- Spöket på Bragehus- regia diRagnar Arvedson e Tancred Ibsen (1936)
- Mamma gifter sig - regia di Ivar Johansson (1937)
- Kamrater i vapenrocken - regia di Schamyl Bauman (1938)
- Folket på Högbogården - regia di Arne Weel (1939)
- Kyss henne! - regia di Weyler Hildebrand (1940)
- Snurriga familjen - regia di Ivan Johansson (1940)
- En, men ett lejon! - regia di Gustaf Molander (1940)
- Un'estate d'amore (Sommarlek) - regia di Ingmar Bergman (1951)
- La dama in nero (Damen i svart) regia di Arne Mattsson (1958)

## Doppiatrici italiane
Nelle versioni in italiano delle opere in cui ha recitato, Annalisa Ericson è stata doppiata da
- Micaela Giustiniani in Un'estate d'amore

## Riconoscimenti
- Premio Guldbagge onorario (2001)